# Celal Bayar

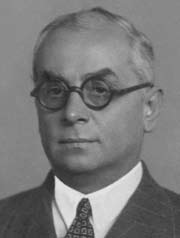
Celal Bayar

Mahmut Celal Bayar, född 16 maj 1883, död 22 augusti 1986, var en turkisk politiker och statsman.
Bayar deltog i Kemal Atatürks uppror 1919 och blev senare bland annat finansminister; han var premiärminister 1937–1939. År 1946 grundade han det oppositionella Demokrat Parti och år 1950 efterträdde han Ismet Inönü som republikens president, en post som han beklädde till 1960. I maj 1960 greps han efter en militärkupp, och 1961 dömdes han till döden, ett straff som senare omvandlades till livstids fängelse. Han benådades 1966.
Bayar var Demokrati Partis partiledare från 1946 fram till år 1950 då han efterträddes av Adnan Menderes. Under Bayars tid som president var Menderes Turkiets premiärminister.